# Västlig klogalago
Västlig klogalago (Euoticus elegantulus) är en däggdjursart som först beskrevs av John Lawrence Le Conte 1857.  Euoticus elegantulus ingår i släktet klogalagoer och familjen galagoer. Inga underarter finns listade.

## Utseende
Arten når en kroppslängd (huvud och bål) mellan 22 och 24 cm samt en vikt mellan 270 och 360 gram. Därtill kommer den cirka 30 cm långa svansen. Pälsen har huvudsakligen en kanelbrun till grå färg och på ryggen finns en mörk längsgående strimma. Påfallande är de stora öronen och ögonen. Västlig klogalago har vid de flesta tårna spetsiga naglar som påminner om klor, bara vid andra tån av framtassarna finns en äkta klo. Artens första premolarer liknar hörntänder.

## Utbredning och habitat
Denna primat förekommer i västcentrala Afrika vid Guineabukten. Utbredningsområdet sträcker sig från centrala Kamerun till västra Kongo-Kinshasa och österut till östra gränsen av Kongo-Brazzaville. Habitatet utgörs av tropiska regnskogar och andra fuktiga skogar i låglandet.

## Ekologi
Västlig klogalago är främst aktiv på natten. Den klättrar oftast i trädens högra delar som ligger 5 till 35 meter över marken. Hannar söker vanligen ensam efter föda och honor bildar små flockar. När de vilar bildas blandade grupper med bägge kön. Flocken har vanligen upp till 8 medlemmar och maximalt 20 medlemmar. Vid viloplatsen konstrueras bon av kvistar och löv eller individerna gömmer sig i trädens håligheter. Gruppen har ett revir som markeras med körtelvätska. För kommunikationen har de flera olika läten.
Arten klättrar med fyra extremiteter och kan hoppa 12 meter från träd till träd. Den äter huvudsakligen naturgummi och slickar trädets vätskor.  Dessutom äts insekter och några få frukter.
Honor kan para sig två gånger per år och föder efter cirka fyra månaders dräktighet ett ungdjur. Ungen börjar efter 4 till 8 veckor med fast föda och 2 till 3 veckor senare slutar modern med digivning. Honor med nyfödda ungdjur vistas sällan nära flockens hannar då hannar ibland dödar sina ungar. Det är inte känt när västlig klogalago blir könsmogen. Hannar letar efter en ny flock innan de parar sig för första gången. Livslängden i naturen går upp till 4 år och några individer i fångenskap blev 15 år gamla.

## Hot och status
Västlig klogalago hotas i vissa regioner av skogsavverkningar men allmänt är beståndet inte hotad. IUCN kategoriserar arten globalt som livskraftig.